# Джатиев, Александр Михайлович
Александр Михайлович Джатиев (осет. Дзаттиаты Михаилы фырт Алыксандр; 2 августа 1891, с. Сба, Тифлисская губерния, Российская империя — 31 декабря 1942, Свердловская область, РСФСР, СССР) — советский государственный и партийный деятель. Ответственный секретарь обкома КП(б) Грузии автономной области Юго-Осетии (1924—1925). Активный участник Февральской и Октябрьской революций в Москве.

## Биография
В 1900 году поступил в Тифлисское реальное училище, затем в Петербургский психоневрологический институт,  где стал марксистом. Член РКП(б) с февраля 1918 г.
Был одним из организаторов успешного штурма Цхинвала 18 марта 1918 года. В 1920 году — один из лидеров большевистского восстания; после поражения восстания работал председателем Чрезвычайной комиссии по устройству беженцев в Северной Осетии, принимал участие в боях под станицей Бургустан и других операциях по ликвидации белогвардейских отрядов.
- 1921 год — председатель ЧК Революционного комитета Юго-Осетии.
- 1921—1922 годы — председатель Революционного комитета Юго-Осетии. От имени Окружкома и Ревкома Юго-Осетии провозгласил в Цхинвале Советскую власть от Они до Душети. По сведениям Н. Гаглоева, сыграл решающую роль в принятии решения об определении Цхинвала административным центром Юго-Осетинской автономии,
- апрель 1922—1924 годы — председатель ЦИК Автономной области Юго-Осетии,
- 1924—1925 годы — ответственный секретарь Ооластного комитета КП(б) Грузии Автономной области Юго-Осетии.

Избирался членом ЦК КП Грузии, Закавказского краевого комитета ВКП(б), ЦИК СССР первого и второго созывов.
Был арестован в конце 1939 года В январе 1940 года особым совещанием НКВД Северо-Осетинской АССР был приговорен к 5 годам лишения свободы. Умер в исправительно-трудовом лагере в Свердловской области. Реабилитирован постановлением Президиума Верховного суда Северо-Осетинской АССР от 12 ноября 1955 г.

## Награды и звания
Награждён орденами Красного Знамени (1928) и Трудового Красного Знамени (1931).